# ARGEkultur Salzburg
Die ARGEkultur ist das größte unabhängige Kulturzentrum Salzburgs. Sie ist Veranstalterin und Produzentin für zeitgenössische, innovative und gesellschaftskritische Kultur.

## Geschichte

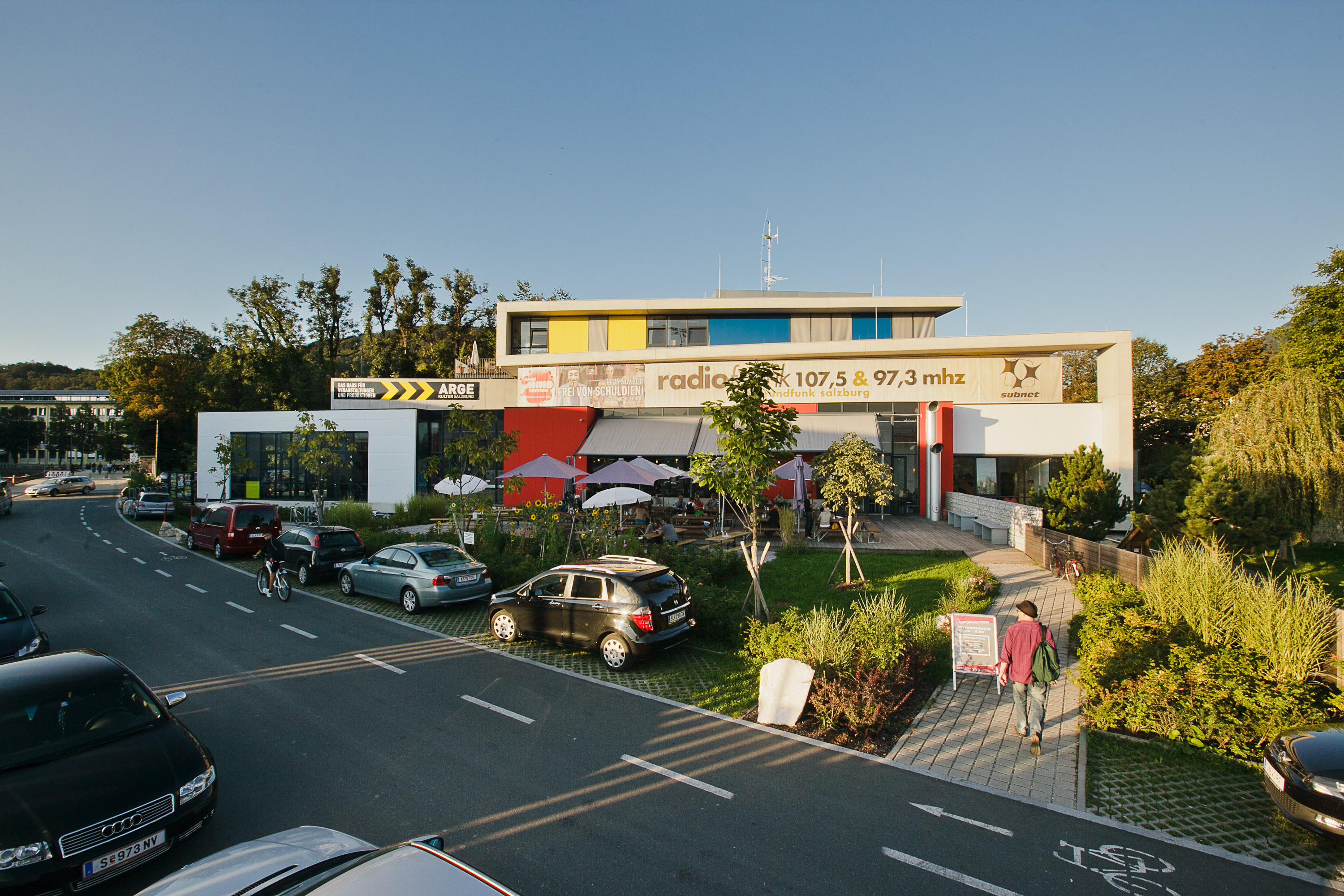
ARGEkultur

### ARGE Rainberg
Die ARGEkultur nahm mit Demonstrationen und Aktionismus gegen die Salzburger Festspielkultur ihren Anfang. Im November 1981 konstituierte sich die aus ca. 50 Initiativen und Gruppen bestehende Protestbewegung zur ARGE Rainberg, deren Ziel es war, die Stadtväter zum Umbau der alten Sternbrauerei am Fuß des Rainbergs zu überreden. Dieses Gelände mit einer Nutzfläche von 24.000 Quadratmetern wollte man als selbstverwaltetes Kulturzentrum nutzen. Über einen Zeitraum von drei Jahren wurde in Verhandlungen mit den politischen Verantwortlichen versucht, Zusagen für dieses Rainberg-Projekt zu bekommen, jedoch ohne Erfolg.

### Kulturgelände Nonntal
Breitere öffentliche Wahrnehmung erhielt die ARGE Rainberg Bewegung durch zwei Demonstrationen im Juni und Juli 1984. Als Ergebnis erhielt die ARGE Rainberg das Angebot, den HTL-Lehrbauhof im Nonntal für ihre Zwecke zu nutzen. Diese kleine Variante mit ca. 1.000 Quadratmetern Nutzfläche wurde in den folgenden Jahren baulich adaptiert und eröffnete 1987 seinen Betrieb als Kulturgelände Nonntal. Seit damals gilt die ARGEkultur als größtes autonom verwaltetes Kulturzentrum Westösterreichs.

### ARGEkultur
Ende der 1990er Jahre wurde das adaptierte Provisorium des früheren HTL-Lehrbauhofes in seiner beschränkten Nutzungsfähigkeit immer offensichtlicher. Die Infrastruktur, sowohl die räumliche als auch die technische, erwies sich als unzureichend, um eine Weiterentwicklung der ARGEkultur zu ermöglichen. Auch die sich ständig ändernden Anforderungen des Programms machten bald deutlich, dass ein Neubau dringend notwendig war.
Im Dezember 2003 beschloss der Salzburger Gemeinderat die Finanzierung eines Neubaus. Anfang Oktober 2005 übersiedelte das „Kulturgelände Nonntal“ in den Neubau in der Ulrike-Gschwandtner-Straße 5. Mit dem Ortswechsel wurde namentlich aus dem Kulturgelände Nonntal die ARGEkultur.
2006 wurde das Gebäude der ARGEkultur im Zuge des Architekturpreises des Landes Salzburg mit einer Anerkennung geehrt.

## Programm

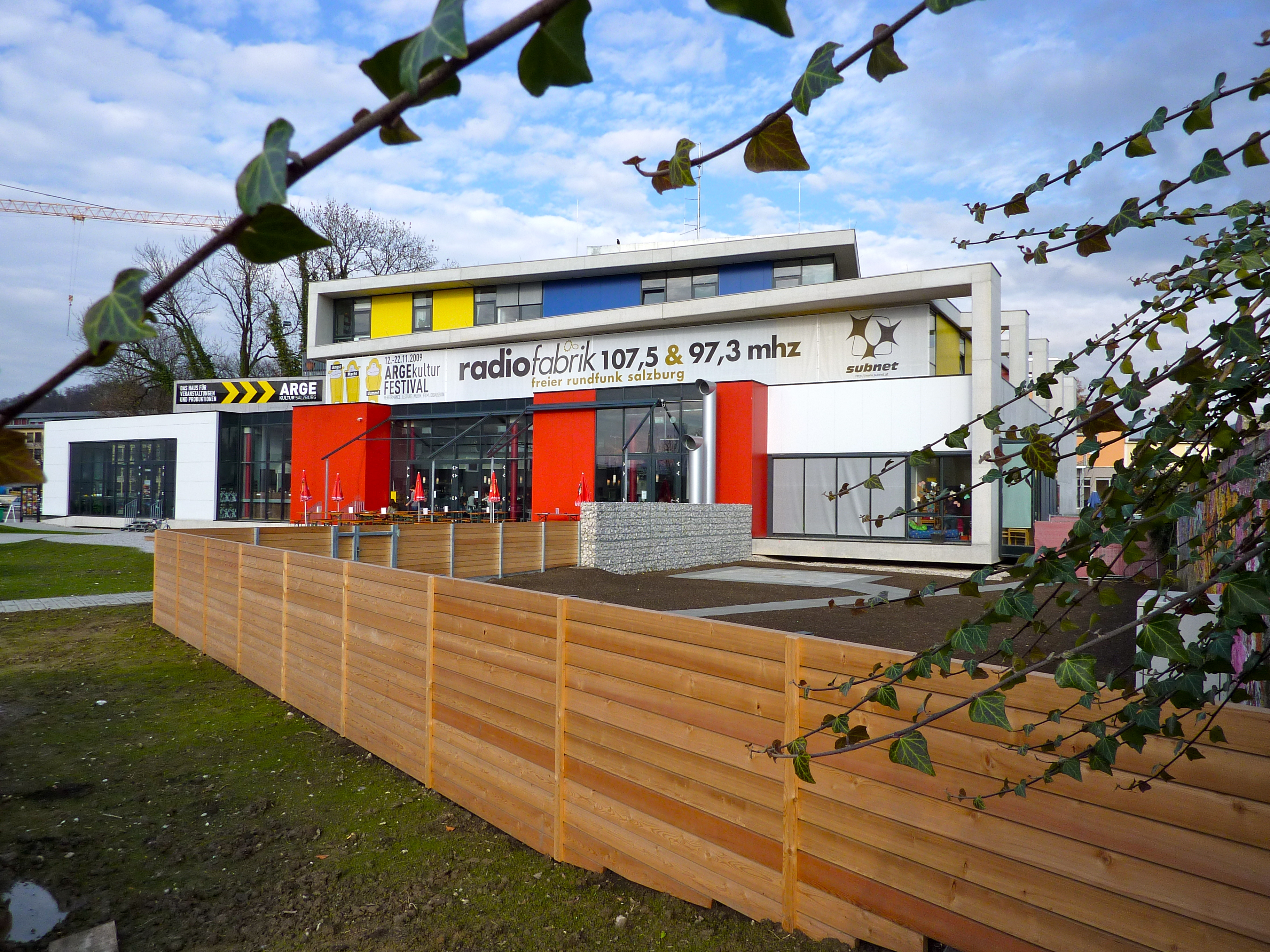
ARGEkultur, Blick von Südwest

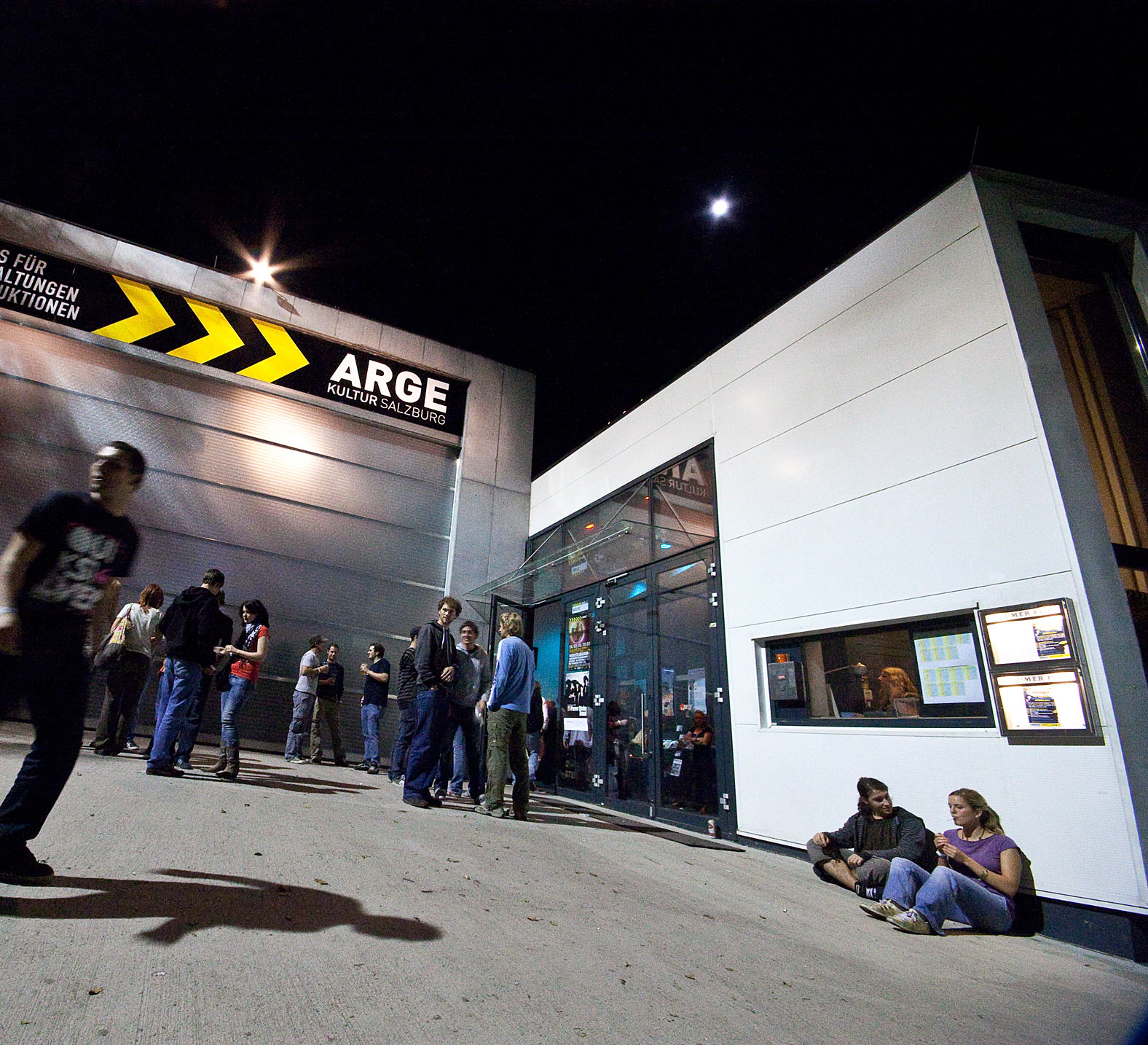
ARGEkultur Vorplatz

Die ARGEkultur erfüllt einen Kunst- und Kulturauftrag, wobei sie gegen Entwicklungen in Kultur und Politik, die im Widerspruch zu ihren Werten stehen, aktiv ist. Auswahl und Durchführung des Programms folgen den abgestuften Kriterien Innovation, Unterhaltung und Experiment.
Jährlich finden in der ARGEkultur bis zu 350 Veranstaltungen (Eigen-, Ko- und Gastveranstaltungen) mit insgesamt rund 40.000 Besuchern statt. Dazu kommen zahlreiche Workshops, Kurse, Seminare und Proben. 2018 finden über 300 Veranstaltungen statt.
Kooperations- und Veranstaltungspartner der ARGEkultur sind u. a.: cieLaroque/helene weinzierl, editta braun company, FH Salzburg – MMA, Fliegende Volksbühne Frankfurt, galerie5020, GARAGE X Theater Petersplatz, Gold extra, jennycolombo.com, Landestheater Salzburg, Music Information Center Austria, Mousonturm Frankfurt, Musikum Salzburg, Musisches Gymnasium, oenm. oesterreichisches ensemble für neue musik, ÖH Salzburg, Salzburg Biennale, Salzburger Tourneetheater, Salzburger VolksLiedWerk, Schmiede Hallein, StreetlifeMAD & daskunst, studio west, subnet, SZENE Salzburg, Talk Together, tanz_house, tanzimpulse salzburg, Theater F.O.C.U.S.S., Theater Panoptikum, Theater WeGe.

### Hausnutzer
In einem dynamischen Hausnutzungskonzept bietet die ARGEkultur eine Plattform für Arbeits- und Vernetzungsmöglichkeiten für mehr als 20 permanente bzw. regelmäßige Nutzergruppen verschiedener Sparten.
In der ARGEkultur arbeiten und produzieren permanent:
- Amnesty International Österreich Gruppe 112 Salzburg
- ARGE Beisl – Gastronomischer Service
- ARGE Wehrdienstverweigerung und Zivildienstberatung
- CCC Salzburg[5]
- Krabbelstube des Vereins zur Kinderbetreuung durch Eltern und Betreuer
- Radiofabrik – Freier Rundfunk Salzburg auf 107,5 MHz
- subnet – Salzburger Plattform für Medienkunst und experimentelle Technologien
- Städtepartnerschaft Salzburg-Léon
- Städtepartnerschaft Salzburg-Singida
- Südwind – Verein für entwicklungspolitische Bildungs- und Öffentlichkeitsarbeit
- Verein tanz_house – Plattform Salzburger Choreografen
- Theater ecce

### Künstlerisches Programm
- Tanz / Theater / Performance
- Kabarett
- Musik
- Medienkunst
- Text / Diskurs
- Vermittlung
- Festivals
- Gastveranstaltungen

## Organisation
Die ARGEkultur wird als gemeinnützige GmbH betrieben, die sich im 100 % Eigentum eines Trägervereins (Verein ARGEkultur) befindet. Geschäftsführer sind kaufmännisch Daniela Gmachl und künstlerisch Sebastian Linz.

### Finanzierung
Die Organisation wird von Stadt Salzburg (483.000 €, Stand 2017), Land Salzburg (280.000 €, Stand 2016) und Bund (165.000 €, Stand 2017) aus Kulturförderungen finanziert. Zusammen mit Eigenwirtschaft beträgt der Umsatz rund 1,5 Mio. € (Stand 2015).

## Partnerschaften
Die ARGEkultur ist Mitglied im Dachverband Salzburger Kulturstätten. Seit September 2018 ist die Organisation Gesellschafter des Salzburger Community-Fernsehens FS1.

## Auszeichnungen
- 2024: Österreichischer Kunstpreis für Kulturinitiativen[11]